# Zemplénagárd
Zemplénagárd es un pueblo ubicado en el distrito de Cigánd, condado de Borsod-Abaúj-Zemplén, Hungría.

## Superficie
Posee una superficie de 29,09 kilómetros cuadrados.

## Demografía
Hasta 2022 la población era de 615 habitantes, con una densidad de población de 21,14 habitantes por kilómetro cuadrado.